# Mistrzostwa Świata w Szermierce 1966
Mistrzostwa Świata w Szermierce 1966 – 34. edycja mistrzostw odbyła się w radzieckiej stolicy Moskwie.

## Klasyfikacja medalowa
| Lp. | Państwo | złoto | srebro | brąz | Razem |
| --- | ------- | ----- | ------ | ---- | ----- |
| 1   | ZSRR    | 5     | 3      | 2    | 10    |
| 2   | Węgry   | 1     | 3      | 1    | 5     |
| 3   | Francja | 1     | 2      | 2    | 5     |
| 4   | Polska  | 1     | -      | 2    | 3     |
| 5   | Szwecja | -     | -      | 1    | 1     |

## Medaliści

### Mężczyźni
| Złoto                                                                                             | Srebro                                                                                            | Brąz                                                                                        |
| Floret                                                                                            |                                                                                                   |                                                                                             |
| Gierman Swiesznikow                                                                               | Jean-Claude Magnan                                                                                | Wiktor Putiatin                                                                             |
| ZSRR · Gierman Swiesznikow · Wiktor Putiatin · Jurij Szarow · Jurij Sisikin · Mark Midler         | Węgry · Béla Gyarmati · József Gyuricza · Jenő Kamuti · László Kamuti · Sándor Szabó              | Polska · Egon Franke · Adam Lisewski · Ryszard Parulski · Janusz Różycki · Witold Woyda     |
| Szpada                                                                                            |                                                                                                   |                                                                                             |
| Aleksiej Nikanczikow                                                                              | Claude Bourquard                                                                                  | Bohdan Gonsior                                                                              |
| Francja · Claude Bourquard · Jacques Brodin · Yves Dreyfus · Jean-Pierre Allemand · Yves Boissier | ZSRR · Władimir Godżyjew · Guram Kostawa · Grigorij Kriss · Aleksiej Nikanczikow · Jurij Smolakow | Szwecja · Karl-Erik Broms · Hans Lagerwall · Lars-Erik Larsson · Jan Skogh · Carl von Essen |
| Szabla                                                                                            |                                                                                                   |                                                                                             |
| Jerzy Pawłowski                                                                                   | Tibor Pézsa                                                                                       | Zoltán Horváth                                                                              |
| Węgry · Péter Bakonyi · Tibor Pézsa · Tamás Kovács · Zoltán Horváth · Miklós Meszéna              | ZSRR · Umiar Mawlichanow · Nugzar Asatiani · Mark Rakita · Jakow Rylski · Eduard Winokurow        | Francja · Claude Arabo · Jacques Lefèvre · Serge Panizza · Marcel Parent · Bernard Vallée   |

### Kobiety
| Złoto | Srebro                                                                                                   | Brąz |
| Floret | | |
| Tatjana Pietrienko-Samusienko                                                                                             | Aleksandra Zabielina                                                                                     | Galina Gorochowa |
| ZSRR · Tatjana Pietrienko-Samusienko · Aleksandra Zabielina · Galina Gorochowa · Walentina Prudskowa · Diana Nikanczikowa | Węgry · Ildikó Farkasinszky-Bóbis · Mária Gulácsy · Paula Marosi · Ildikó Rejtő · Lídia Dömölky-Sákovics | Francja · Marie-Chantal Depetris-Demaille · Brigitte Gapais · Claudette Herbster-Josland · Annick Level · Catherine Rousselet-Ceretti |